# Lotte World Tower
La Lotte World Tower (in coreano: 롯데월드타워) è un grattacielo situato a Seul, capitale della Corea del Sud. Ha 123 piani ed è alto 555 metri, con un osservatorio a 486 metri. Fu aperto al pubblico il 3 aprile 2017. Attualmente è il sesto grattacielo più alto del mondo, il più alto di Seul e dell'intera Corea del Sud, oltre che il terzo più alto dell'Asia. Il grattacielo è di proprietà della Lotte, il quinto più importante chaebol della Corea.

## Storia
Il governo sudcoreano ha approvato il progetto nel 2010 e la sua costruzione è partita nel 2011, per terminare 5 anni dopo nel 2016. Il grattacielo è stato successivamente inaugurato il 3 aprile 2017.

## Design
La forma e la curvatura dell'edificio prende ispirazione dalle eleganti forme delle ceramiche e dei pennelli calligrafici coreani.
Il 17 Marzo del 2016,  prima fase finale della costruzione esterna, il tetto a forma di lanterna in Diagrid è stato completato.  La struttura del tetto è stata realizzata in controparti in accaio lunghe 12 metri ciascuna e con un peso di 20 tonnellata. La struttura stessa è alta 120 metri e copre i piani 107-123. Per la costruzione del tetto sono stati utilizzati circa 3.000 tonnellate di parti in acciaio, una gru a torre da 64 tonnellate ad alta precisione e sistemi di allineamento GPS, oltre a tecnici di saldatura altamente qualificati. La struttura del tetto è progettata per resistere al suo peso senza rinforzare i pilastri, resistere a terremoti fino a una magnitudo di 9 sotto la scala di magnitudo Richter e venti fino a 80 m/s.
A livello di sostenibilità ambientale, la Lotte World Tower è stata costruita con degli standard elevatissimi: l'edificio viene riscaldato e raffreddato con un sistema di pompe di calore all'avanguardia, alimentato da 720 sonde geotermiche e dalle acque del fiume Han. L'edificio è anche dotato di vetri termoisolanti a oscuramento passivo, pannelli fotovoltaici e sistemi per la raccolta dell'acqua piovana.
Lotte World Tower è un punto di riferimento di Seoul e il primo edificio di 100 piani in Corea. Quando fu completata, era la quarta torre più alta del mondo e la più alta dei paesi dell'OCSE. Il design concettuale prevede un cono snello con lati convessi e leggermente curvi. L'esterno in vetro chiaro trae ispirazione dalla ceramica coreana e presenta accenti di filigrana metallica.

## Budget e Benefit nel territorio
È stato stimato che per la realizzazione della Torre siano stati spesi intorno a 2,5 miliardi di dollari. Il ritorno economico si stima sia la creazione di 10.000 posti di lavoro a tempo pieno.

## Servizi
La struttura è un centro polifunzionale che ospita diverse attività di diversi settori, da uffici ad Hotel di Lusso. 
Le aree dell’edificio vengono suddivise nella seguente maniera, partendo dal punto più alto al più basso:
- 117 al 123 Osservatorio “Seoul Sky” : si trova in cima alla Torre Lotte World, l’unico punto dov’è possibile ammirare a 360 gradi il panorama della capitale Seoul. A 478 metri

- 105 a 114: uffici privati

- Dal 76 al 101: Signiel Seoul - Lotte Hotels - è uno degli Hotel Cinque Stelle più lussuosi in Corea del Sud. È composta da 235 Camere da letto, area ristorazione, sale conferenze e zona relax.

- dal 42 al 71: Signiel Residence - Complesso di appartamenti superlusso, facenti parti del brand Signiel.

- Dal 14 al 38: Podium - Area dove vengono ospitate attività finanziarie, art gallery ed un centro sanitario.

- Dal 1 al 2: Lobby

- B1 - B2: Entrata

- B3 - B6: Parcheggio